# Евър
Евър (на старогръцки: Εὖρος, Eurus) в древногръцката митология е бог на източния вятър, който носи топлина и дъжд. Евър е един от четиримата сина на Еос и Астрей: Евър, Нот, Борей, и Зефир. Неговият символ е обърната ваза, от която тече вода.
Еквивалентът му в римската митология е Волтурнус (да не се бърка с речния бог Волтурн). Римляните го наричат subsolanus или solanus.